# Magyar Aids Gála
Magyar AIDS Gála és Jótékonysági Koncert eseményt Amanda Elstak transzszexuális műsorvezető hívta életre, és szervezi 2010 óta. 
A 2024. évben már több civilszervezettel, egymást segítve fogja megvalósítani az országos események lebonyolítását. Nagy Viktória az Élni Akarunk Közhasznú Alapítvány elnöke, Bodnár Sándor a Délpesti Patrióták Szakmai Egyesület – ének elnöke és Mohácsi Krisztina a 3H Segítő Közhasznú Egyesület alelnöke és Vanessa Bez Magyar Elismerő Okleveles és Magyar Jótékonysági díjas vállalkozó egyidőben álltak Amanda elképzelései mellé. 
Az országos jótékonysági rendezvények fővédnöki feladatait évről évre dr. Bősz Anett Budapest főpolgármester helyettese és Szűcs Balázs, Budapest Erzsébetváros alpolgármestere, valamint Zoltai Andrea, az Emberi Értékeket Elismerő Bizottság örökös tagja látja el.
A rendezvényeken Amanda állandó műsorvezetőtársa Krsják Attila aki évek óta segíti a Amanda országos rendezvényeit. 
A sztárfellépők között pedig olyan elismert hírességek, művészek tisztelik meg műsorukkal a gálát, mint Sárközi Anita, Keskeny Márk, Miss Bee/Bestiák, Peller Anna, Bódy Magdi, Linda Daemon, Lakics Balázs, Rupa Ilona, Feyér Zita, Bangó Marika, Mulatós Kata, Horváth Gyöngyi, Nemeskéri Sarolta, Elek Icu, Csibész Tóth Miki, Kovács Gigi, Karda Bea, Zalatnay Sarolta, Korfanti Ferenc, Grasics Anita, Bán Krisztina, Kóti Norbert, Patrissa, Connica Morris, és még számtalan énekes, énekesnő, előadóművész a magyar zenei világ élvonalából.
Ne feledkezzünk meg azokról a sztárokról sem, akik évtizedeken keresztül, önzetlenül, feltételek nélkül jöttek és műsorukkal segítették a rászoruló, fogyatékkal élő embereket. 
Mary Zsuzsi, Harangozó Teri, Aradszky László, Koós János, Némedi Mari, Kovács Erzsi, Terry Black, Elena Costa, Marlon, Matthias.Ők a szívünkben örökké élnek, amíg csak emlékezünk rájuk!
2010-től azok a vendégek akik évről – évre megtisztelik a rendezvényt, mindig elmondják, hogy csodálatos, felemelő érzésekkel teli ünnepségnek voltak tanúi. Amanda Elstak teljes meggyőződése, hogy szükség van minden évben megrendezni a Magyar AIDS Gála és Jótékonysági Koncertet. Ennek keretein belül megemlékeznek a betegség áldozatairól, a küzdelemről, és hálát adnak mindazoknak, akik megpróbálnak tenni ellene, a segítő, támogató szakemberektől kezdve egészen a civil aktivistákig.
A belépőkből és támogatói jegyekből befolyt összeget is természetesen jótékony felajánlásként az Élni Akarunk Közhasznú Alapítvány – nak ajánlják fel, az Emberi Értékek Díjátadó Gála és Jótékonysági Koncert és a további AIDS Gála ünnepségek szervezési és lebonyolítási költségeire.

## Műsorvezetők 2010-2014
- Amanda Elstak
- Terry Black

## Műsorvezetők 2014-2020
- Amanda Elstak
- Elena Costa
- Némethné Győry Mária

## Műsorvezetők 2020-től
- Amanda Elstak
- Krsják Attila